# Seiji Hisamatsu
Seiji Hisamatsu (久松 静児, Hisamatsu Seiji), né le 20 février 1912 et mort le 28 décembre 1990, est un réalisateur japonais.

## Biographie
Seiji Hisamatsu dirige 101 films entre 1934 et 1965.

## Filmographie partielle

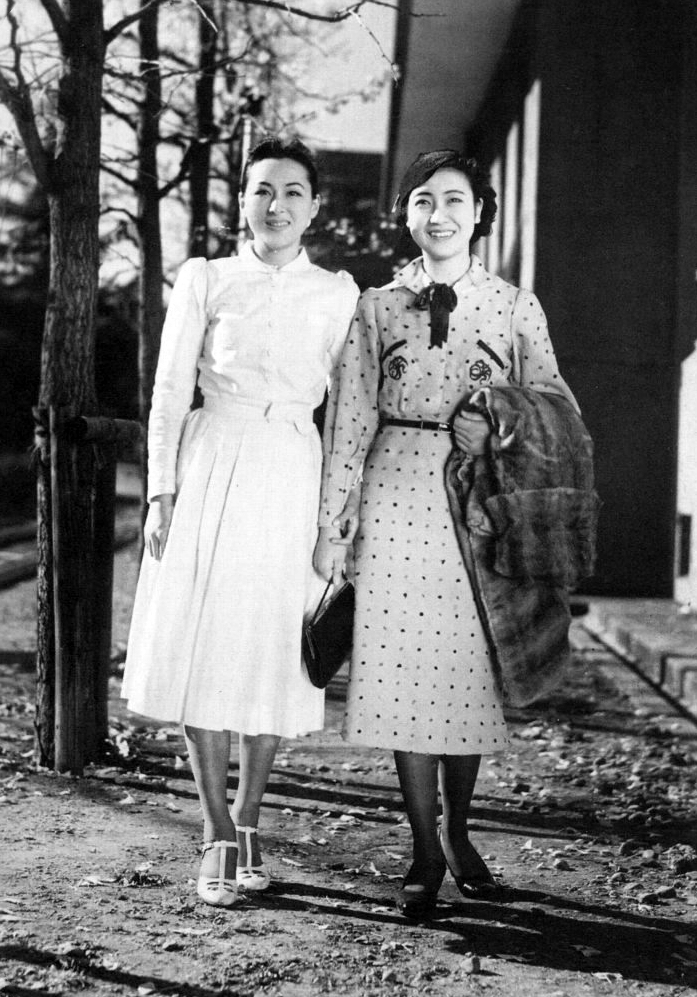
Yumeko Aizome et Fumiko Yamaji dans Hyōban gonin musmume (1939).

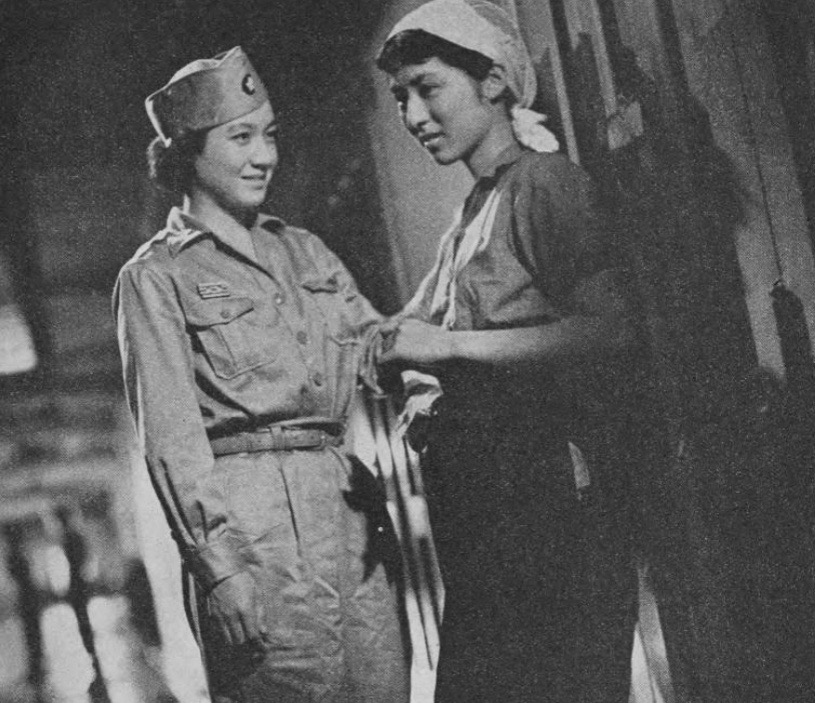
Setsuko Hara et Kyōko Kagawa dans Jōshū to tomo ni (1956).

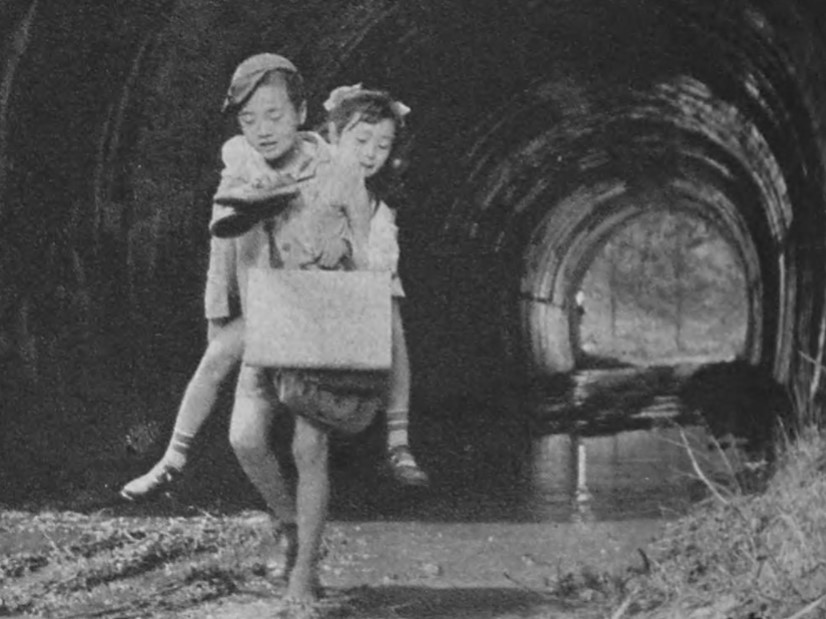
et Terumi Niki dans Tsuzurikata kyodai (1958).

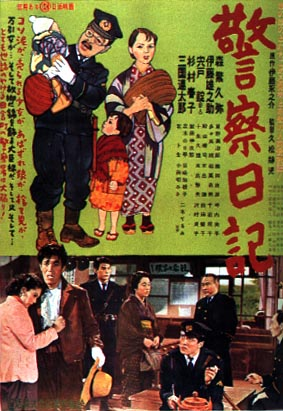
Affiche de Journal d'un policier (1955).

### Années 1930
- 1938 : Futari wa wakai (二人は若い?)
- 1939 : Hyōban gonin musmume (評判五人娘?)

### Années 1940
- 1940 : Musume no haru (娘の春?)
- 1940 : Haha no negai (母の願ひ?)
- 1940 : Nageki no hanagasa (嘆きの花傘?)
- 1940 : Tatakau haha (闘ふ母?)
- 1947 : Chōchō shissō jiken (蝶々失踪事件?)
- 1948 : Sanmenkyō no kyōfu (三面鏡の恐怖?)
- 1949 : Omokage Sanshirō (面影三四郎?)
- 1949 : Haha tōdai (母燈台?)

### Années 1950
- 1950 : Hyōchū no bijo (氷柱の美女?)
- 1950 : Bibō no umi (美貌の海?)
- 1950 : Tōkaidō wa kyōjō tabi (東海道は兇状旅?)
- 1951 : Kyūjō hiroba (宮城広場?)
- 1951 : Doro ni mamirete (泥にまみれて?)
- 1952 : Asakusa kurenai-dan (浅草紅団?)
- 1952 : Ikinokotta Benten-sama (生き残った弁天様?)
- 1952 : Atakake no hitobito (安宅家の人々?)
- 1952 : Futatsu no shojo sen (二つの処女線?)
- 1952 : Himitsu (秘密?)
- 1953 : Yōsei wa hana no nioi ga suru (妖精は花の匂いがする?)
- 1953 : Jūdai no yūwaku (十代の誘惑?)
- 1954 : Hōrōki (放浪記?)
- 1954 : Calendrier de femmes (女の暦, Onna no koyomi?)[3]
- 1954 : Haha no hatsukoi (母の初恋?)
- 1955 : Journal d'un policier (警察日記, Keisatsu nikki?)
- 1955 : Ofukuro (おふくろ?)
- 1955 : House of Many Pleasures (渡り鳥いつ帰る, Wataridori itsu kaeru?)
- 1955 : Tsukiyo no kasa (月夜の傘?)
- 1955 : Zoku keisatsu nikki (続警察日記?)
- 1956 : Kamisaka Shirō no hanzai (神阪四郎の犯罪?)
- 1956 : Zakkyo kazoku (雑居家族?)
- 1956 : Jōshū to tomo ni (女囚と共に?)
- 1957 : Ujō (雨情?)
- 1957 : Hadaka no machi (裸の町?)
- 1958 : Haha sannin (母三人?)
- 1958 : L'Île isolée de la colère (怒りの孤島, Ikari no kotō?)[4]
- 1958 : Tsuzurikata kyodai (つづり方兄妹?)
- 1958 : Mimizuku (みみずく説法?) co-réalisé avec Noriyuki Itaya
- 1959 : Aisaiki (愛妻記?)
- 1959 : Ai no kane (愛の鐘?)
- 1959 : Tobiccho Kantarō (飛びっちょ勘太郎?)

### Années 1960
- 1960 : Robō no ishi (路傍の石?)
- 1960 : Shin jōdaigaku (新・女大学?)
- 1960 : Chi no hate ni ikuru mono (地の涯に生きるもの?)
- 1961 : Kawachi fūdoki: Oiroke seppō (河内風土記 おいろけ説法?)
- 1961 : Onna kazoku (女家族?)
- 1961 : Kigeki: Ekimae danchi (喜劇 駅前団地?)
- 1961 : Minami no shima ni yuki ga furu (南の島に雪が降る?)
- 1961 : Kigeki: Ekimae bentō (喜劇 駅前弁当?)
- 1962 : Ai no uzushio (愛のうず潮?)
- 1962 : Kigeki: Ekimae onsen (喜劇 駅前温泉?)
- 1962 : Sōtome ke no musume tachi (早乙女家の娘たち?)
- 1962 : Kigeki: Ekimae hanten (喜劇 駅前飯店?)
- 1963 : Kureijī sakusen: Sente hisshō (クレージー作戦 先手必勝?)
- 1963 : Kigeki: Ekimae chagama (喜劇 駅前茶釜?)
- 1963 : Wanpaku tenshi (わんぱく天使?)
- 1963 : Dobuike (丼池?)
- 1964 : Boku wa Body Guard (僕はボディガード, Boku wa bodi gādo?)
- 1964 : Sara no mon (沙羅の門?)
- 1965 : Hana no o Edo no hōkai bō (花のお江戸の法界坊?)

## Distinctions
Calendrier de femmes est sélectionné en compétition lors du festival de Cannes 1955.